# Folkeafstemningen om Danmarks tilslutning til den fælles europæiske patentdomstol
Folkeafstemningen om Danmarks tilslutning til den fælles europæiske patentdomstol eller Folkeafstemning om lov om en fælles patentdomstol m.v. var en folkeafstemning i Danmark søndag den 25. maj 2014, om hvorvidt Danmark skulle tilslutte sig aftalen om den fælles europæiske patentdomstol og en patentreform.
Ved afstemningen stemte 62,5 % af de fremmødte vælgere ja til tilslutningen, mens 37,5 % stemte nej. Der var 55,85 % af de stemmeberettigede som valgte at stemme.
Folkeafstemningen faldt sammen med Europa-Parlamentsvalget 2014 i Danmark, der holdtes samme dag.

## Baggrund
Folkeafstemningen var nødvendig, da Danmark afgiver suverænitet jævnfør Grundlovens paragraf 20, og at der ikke var et 5/6 flertal i Folketinget for lovforslaget om aftalen. Folkeafstemningen var ikke en afstemning om den fælles europæiske patentdomstol som sådan, da denne øjensynligt vil blive oprettet hvad enten Danmark tilslutter sig aftalen om oprettelsen eller ej.
Danmark ville tiltræde patentdomstolsaftalen, medmindre et flertal stemte imod, og at dette flertal udgjorde mindst 30 procent af alle stemmeberettigede.
På selve valgdagen var der 4.124.696 stemmeberettigede, hvoraf 2.303.783 valgte at stemme, svarende til en stemmeprocent på 55,85. Blandt de afgivne stemmer var 83.879 dog blanke eller ugyldige, hvorfor kun 2.219.904 stemmer reelt talte med. På disse var der på 1.386.881 sat kryds ved ja, mens 833.023 havde kryds ved nej. Der var således et flertal på 62,5 % mod 37,5 % af de gyldige stemmer for tilslutning. Den ovennævnte 30 %-regel blev således ikke relevant idet 1.237.491 af de afgivne stemmer skulle have sat kryds ved nej, eller 55,7% .
I følge InfoMedia anvendte ja-siden 13 gange så mange penge på annoncering i aviser som nej-siden .

## Resultatet
| Antal           | Hele landet | Hovedstaden | Sjælland- Syddanmark | Midt- og Nordjylland |
| --------------- | ----------- | ----------- | -------------------- | -------------------- |
| Gyldige stemmer | 2.219.904   | 697.511     | 804.868              | 717.525              |
| Ja              | 1.386.881   | 434.103     | 500.640              | 452.138              |
| Nej             | 833.023     | 263.408     | 304.228              | 265.387              |
| Antal vælgere   | 4.124.696   | 1.238.246   | 1.506.978            | 1.379.472            |

## Eksterne links
- "Statsministeriets bekendtgørelse af 29.04.2014 vedrørende folkeafstemning om det af Folketinget vedtagne forslag til lov om en fælles patentdomstol m.v." Statstidende.
- Folkeafstemning søndag 25. maj 2014 - Resultater - Hele landet Arkiveret 27. maj 2014 hos  Wayback Machine, Danmark Statistik.